# Derrick Jensen

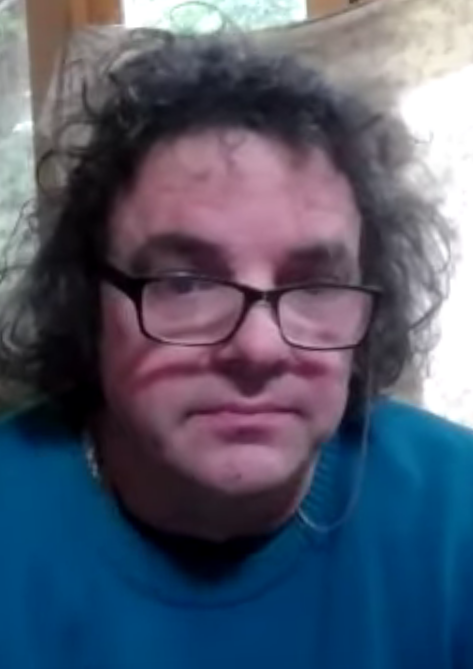
Derrick Jensen, 2020

Derrick Jensen (* 19. Dezember 1960) ist ein US-amerikanischer Autor und Umweltaktivist aus Crescent City, Kalifornien. Werke von ihm sind unter anderem: A Language Older Than Words, The Culture of Make Believe und Endgame. Er lehrte Kreatives Schreiben an der Eastern Washington University sowie an der Strafanstalt Pelican Bay State Prison.

## Denken
Inhalt seiner Bücher ist eine radikale Kritik der gegenwärtigen Gesellschaft und ihren Wertvorstellungen. Jensen ist der Meinung, dass die Zivilisation auf Gewalt gegründet ist und existenziell auf dieser beruhe. Er behauptet, dass die moderne Industriegesellschaft grundlegend im Widerspruch zu einer gesunden Beziehung zur natürlichen Umwelt und den indigenen Völkern stehe. In A Language Older Than Words geht Jensen im Zusammenhang mit Aggression in den westlichen Kulturen auf die Gewalt in der privaten Sphäre ein. Er kommt zu dem Schluss, dass die weite Verbreitung solcher Destruktivität darauf hinweise, dass sie in Wirklichkeit Kerngedanke der Zivilisation sei. In The Culture of Make Believe beschäftigt er sich mit Rassismus und Frauenfeindlichkeit.
Jensens Schlussfolgerung ist, dass das gegenwärtige westliche Wirtschaftssystem unweigerlich zu Hass und Gewalt führe. Dementsprechend ermahnt er seine Leser dazu, ein Ende der industriellen Zivilisation herbeizuführen, bzw. dieses zu beschleunigen. Jensen wird dem Spektrum des überwiegend nordamerikanischen Post-left-Anarchismus zugerechnet, viele seiner Standpunkte decken sich ferner mit denen des Öko-Anarchismus, des Primitivismus und des Neotribalismus.

## Werke (Auswahl)
- A Language Older Than Words, Context Books, ISBN 9781893956032
- The Culture of Make Believe. Context Books, ISBN 9781893956285
- Strangely Like War: The Global Assault on Forests (mit George Draffan), Chelsea Green, ISBN 9781931498456
- Endgame: Zivilisation als Problem (englischer Originaltitel: Endgame, Volume 1: The Problem of Civilization), Pendo Verlag, ISBN 9783866121928
- Das Ökomanifest: Wie Nur 50 Menschen Das System Zu Fall Bringen Und Unsere Welt Retten Können (englischer Originaltitel: Endgame, Volume 2: Resistance), Pendo Verlag, ISBN 9783866122154
- Mischief in the Forest: A Yarn Yarn (mit Stephanie McMillan), PM Press, ISBN 9781604860818

## Compact Disc (CD)
- Derrick Jensen, Standup Tragedy (live double CD), 2002
- The Other Side of Darkness (live CD), 2004
- Now This War Has Two Sides (live CD), PM Press, 2008